# H&K HK45
H&K HK45は、ドイツの銃器メーカーであるヘッケラー&コッホ社（Heckler & Koch GmbH, H&Kとも）が2006年に開発した自動拳銃である。

## 概要
元々は2005年にアメリカ軍のSOCOM（合衆国特殊戦統合軍）で行われたベレッタM9の後継拳銃のトライアルに出品するため、H&K USPの後継版であるH&K P30をベースとしてトライアル条件に合致するよう、.45ACP弾を装備したモデルである。開発には元デルタフォース隊員のラリー・ヴィッカースとタクティカルトレーナーのケン・ハッカーソンがコンサルタントとして参加し、彼らの意見が大きく反映されており、デューティーピストルを目標として設計されている（H&K MARK 23の欠点を改良）。しかし、2006年にトライアル自体が白紙になった（本銃以外にベレッタPx4、グロック21など多数参加していた）。
2007年、H&K社はショットショーで本銃を公開、更に小型版であるHK45C（Compact）も開発する。現在は軍・法執行機関、民間向けとして販売されている。
2011年、アメリカ海軍特殊戦コマンドはHK45T（Tactical）の小型版であるHK45CT（Compact Tactical）をMk 24 Mod 0として採用した。

## 特徴
スライドは角張った形状のUSPやMk.23と比較して側面を傾斜させて先端部の角も大きく取れたスマートな印象の形状でフロントセレーションが彫られており、グリップはフィンガーチャンネルが設けられ、USPやMk.23ではグリップパネル全面に入っていたチェッカリングは上下3段に分けられる様にカーブラインが入っており、前述のP2000と同様にバックストラップは射手の手のサイズに合わせて交換可能となっている。マガジンはグリップ自体を細身にして握り易くなる様、金属製の薄手の物となり、装弾数も10発となっている。また、スライドリリースレバーやマガジンキャッチレバー等、各レバーもアンビデクストラウス仕様である。
USPでは独自規格だったアンダーマウントレールは、ピカティニー・レールへと変更されており、装着可能なアクセサリーの幅は広くなっている。また、コントロールレバーはUSPと同様の形式だがやや大きく、操作性は銃全体が大柄である御陰で向上しており、バレルにはMk.23同様のOリングが標準装備されている。
同じくP2000と同様のフロントサイト、及びリアサイトは3ドットロープロファイルタイプで視認性は高い。しかし、トリガーはUSP タクティカルの様なトリガーストップはなく、稼動出来る様、小型化されたトリガーガード内には溝が掘ってあるが、ラリーは試作段階でのこのデザインに問題を感じ、タクティカルと同様のトリガーストップの追加等を提案したが、結局は組み込まれなかったため、フィーリングに関しては違和感を覚えるという。

## バリエーション
このHK45はトライアルの他、北米市場向け（マンストッピングパワーの思想による）とするため、.45ACP弾のみのラインナップである。
HK45
基本モデル。
HK45C
小型バージョン、重量が717gとなり、全長が183mmに抑えられている。
HK45T
HK45の軍用向けバージョン（USP TACTICALの後継機としての位置付け）。サプレッサー（銃器用減音器）を取り付けるためにネジ切り済みの延長バレル、ハイターゲティングサイトを装備している。
HK45CT
HK45Tの小型バージョン。

## 登場作品

### 映画
『2ガンズ』
海軍犯罪捜査局の捜査官マイケル・スティグマン（スティグ）が、HK45Cを使用。
『ザ・ウォーカー』
主人公のイーライが使用。
『プレデターズ』
主要人物の一人である、イスラエル軍兵士のイザベルが使用。

### TVドラマ
『CHUCK/チャック』
CIAのダニエル・ショウが、シーズン3とエピソード4で使用。

### アニメ
『ソードアート・オンライン オルタナティブ ガンゲイル・オンライン』
第1回SJに参加することになったレンのチームメイトとしてピトフーイが紹介した男性プレイヤーエムが使用。
その後、第2回SJでもピトフーイがエムから借りて使用している。

### ゲーム
『Alliance of Valiant Arms』
ゲーム内のカプセル商店から獲得できる。
『ゴーストリコン アドバンスウォーファイター2』
シングル・マルチプレイで使用可能。
『バトルフィールドシリーズ』
『BF4』
全兵科のサブウェポンとして使用可能。
『BFH』
エンフォーサークラスのサブウェポンとして登場。

『メダル・オブ・オナー ウォーファイター』
ヘビーガンナー専用のサイドアアームとしてHK45Cが使用可能。
『Bullet force』
初期サイドアームとして「combat45」という名前で登場